# Kostas Katsouranis
Kostas Katsouranis (Patras, 21. lipnja 1979.) je grčki bivši nogometaš koji je igrao za grčku nogometnu reprezentaciju. 